# Juanacatlán (kommun)
Juanacatlán är en kommun i Mexiko.   Den ligger i delstaten Jalisco, i den centrala delen av landet, 400 km väster om huvudstaden Mexico City. Antalet invånare är 25 000. Arean är 89 kvadratkilometer.
Terrängen i Juanacatlán är kuperad åt sydost, men åt nordväst är den platt.
Följande samhällen finns i Juanacatlán:
- Juanacatlán
- Miraflores
- Casa de Teja
- San Isidro
- La Mezcalilla
- Puente Viejo Club Náutico